# Dziaguszki
Dziaguszki (lit. Deguškės) − wieś na Litwie, w gminie rejonowej Soleczniki, 4 km na północny wschód od Jaszunów, zamieszkana przez 34 ludzi. Przed II wojną światową w Polsce, w powiecie wileńsko-trockim województwa wileńskiego.